# Pteropus capistratus
Pteropus capistratus là một loài động vật có vú trong họ Dơi quạ, bộ Dơi. Loài này được Peters mô tả năm 1876.

## Hình ảnh

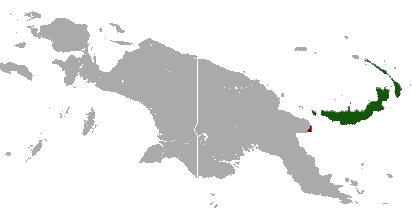